# 1923 au Yukon
Chronologie du Yukon
- 1919
- 1920
- 1921
- 1922
- 1923
- 1924
- 1925
- 1926
- 1927

Cette page concerne des événements d'actualité qui se sont produits durant l'année 1923 dans le territoire canadien du Yukon.

## Politique
- Commissaire de l'or : George P. MacKenzie
- Législature : 6e

## Naissances
- William Camus, auteur.